# 55-ös főút (Magyarország)

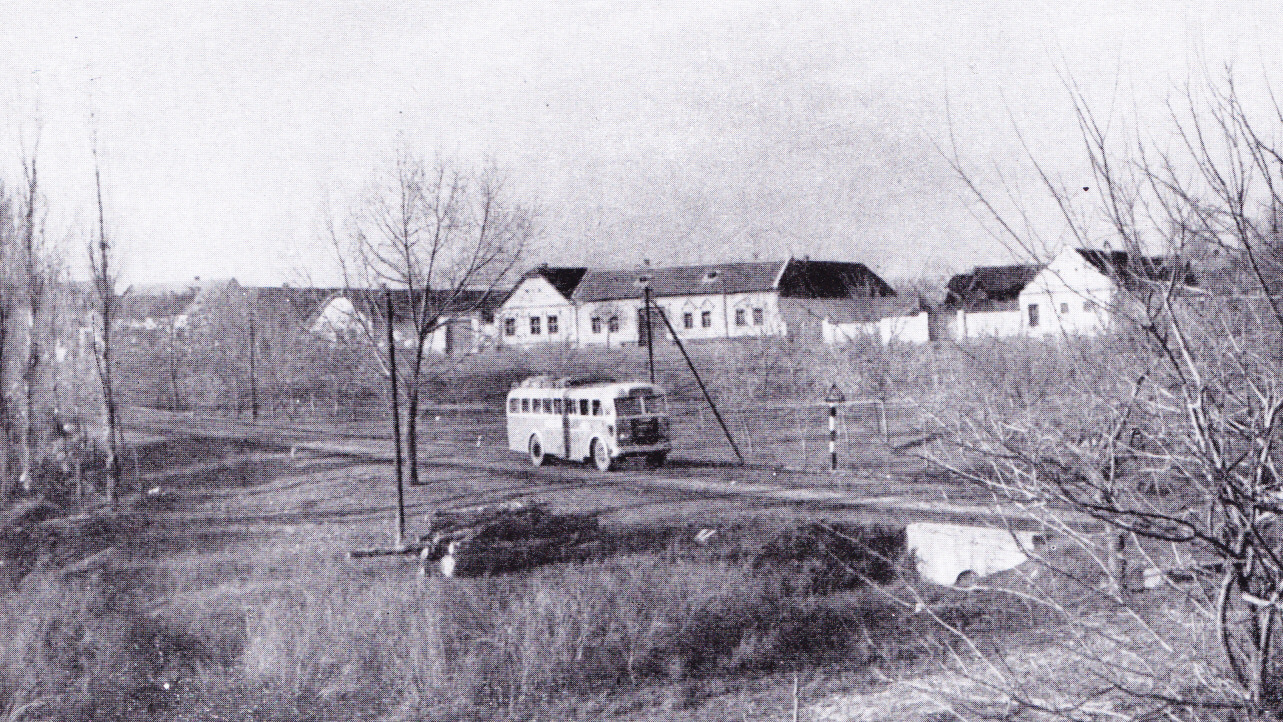
A főút csávolyi szakaszának látképe az 1960-as években

A 55-ös számú főút az Alföld déli részén húzódik végig, kelet-nyugati irányban összekötve a Tisza és a Duna térségét. Szegedtől indul és Bátaszéknél ér véget, teljes hossza mintegy 122,4 kilométer.

## Nyomvonala
Szegeden az 5-ös főút elágazásaként ered. Kelet-nyugati irányban szeli át Dél-Magyarországot. Keresztezi az M5-ös autópályát annak 165. kilométerénél, majd tovább halad nyugati irányba Bács-Kiskun vármegye déli részén. Keresztezi az 53-as és az 51-es főutakat, előbbit Kisszálláson, utóbbit Baján, ahol elhalad a vasútállomás és az autóbusz-állomás mellett, majd a várost elhagyva a Türr István hídon halad át a Duna felett. Ezután a Gemenci-erdőben halad, párhuzamosan a Bátaszék–Baja–Kiskunhalas-vasútvonallal (ottani vasúti átjárójában történt 1993-ban a 12 halálos áldozattal járó pörbölyi autóbusz-baleset). Alsónyéket és Bátaszéket északról elkerülve keresztezi az 56-os főutat, majd az M6-os autópálya csomópontjában ér véget, ahonnan az 5603-as út vezet tovább Bonyhádig.

## Története
1934-ben a kereskedelem- és közlekedésügyi miniszter 70 846/1934. számú rendelete gyakorlatilag a teljes mai hosszában másodrendű főúttá nyilvánította, 54-es útszámozással. A régi nyomvonal lényegében két ponton tért csak el a jelenkoritól: Bátaszéknél a város belterületén ért véget, a 6-os (ma 56-os) főútba becsatlakozva, illetve keresztülhaladt Mórahalom központján is.
2013-ban az HU-GO útdíjrendszer bevezetésével egyetemben az Alsónyéket és Bátaszéket elkerülő szakasz, amely addig az 5115-ös úthoz tartozott, az 55-ös főút része lett, míg a Bátaszékre bevezető út mellékút lett (5513-as út).

### Teljes átépítés 2014–2018 között
2014 után került sor a főút teljes átépítésére a Szeged és Baja közötti szakaszon. A NIF Zrt. által szervezett beruházás öt különböző szakaszban valósult meg. Elsőként 2015. június 30-án a 7,1  kilométer hosszú mórahalmi északi elkerülő utat adták át, melynek megvalósítása 2014. március 27-én indult, a kivitelező a Colas Út Zrt.- Délút Kft. Konzorcium volt, az építés költsége pedig nettó 4.6 milliárd forintot tett ki. 2015. szeptember 29-én az 53-as főút csomópontja és a Tataháza közötti szakaszt nyitották meg, 2015. október 14-re pedig elkészült a Tataháza és Baja közötti szakasz is; mindkettőt a Duna Aszfalt Kft. kivitelezte. Október 22-én fejezte be a Strabag a Mórahalom-Szeged szakasz felújítását.
A főút korszerűsítésének utolsó elemeként az Ásotthalom és Csongrád megye nyugati határa közötti szakaszt adták át 2018. január 30-án, ennek kivitelezője szintén a Duna Aszfalt volt. A főút átépítése 36 milliárd forintba került. Érdekesség, hogy a felújítással párhuzamosan az 55-ös mellett kerékpárút is épült, így az országban elsőként Szeged és Baja között jött létre két nagyvárost összekötő, csaknem teljesen egybefüggő kerékpárút.

## Települései
- Szeged
- Domaszék
- Mórahalom (elkerült település)
- Kisszállás (53-as főút keresztezése)
- Mélykút
- Tataháza
- Felsőszentiván
- Csávoly
- Baja (51-es főút keresztezése)
- Pörböly
- Alsónyék
- Bátaszék